# Йоргенсен, Стейн
Стейн Арне Йоргенсен (англ. Stein Arne Jorgensen; 12 июля 1962, Сан-Диего) — американский гребец-байдарочник, выступал за сборную США во второй половине 1990-х годов. Участник двух летних Олимпийских игр, чемпион мира, победитель многих регат национального и международного значения.

## Биография
Стейн Йоргенсен родился 12 июля 1962 года в городе Сан-Диего штата Калифорния. 
Первого серьёзного успеха на взрослом международном уровне добился в 1995 году, когда попал в основной состав американской национальной сборной и побывал на чемпионате мира в немецком Дуйсбурге, откуда привёз награду золотого достоинства, выигранную вместе с напарником Джоном Муни в зачёте двухместных байдарок на дистанции 200 метров. Благодаря череде удачных выступлений удостоился права защищать честь страны на летних Олимпийских играх 1996 года в Атланте — в двойках с тем же Муни на дистанции 500 метров сумел дойти только до стадии полуфиналов, где финишировал шестым.
После домашней Олимпиады Йоргенсен остался в основном составе гребной команды США и продолжил принимать участие в крупнейших международных регатах. Так, в 2000 году он отправился представлять страну на Олимпийские игры в Сиднее — в одиночках на пятистах метрах остановился в полуфинале, где показал на финише восьмой результат, тогда как в четвёрках на тысяче метрах дошёл до финала и показал в решающем заезде шестой результат, немного не дотянув до призовых позиций. Вскоре по окончании этих соревнований принял решение завершить карьеру профессионального спортсмена, уступив место в сборной молодым американским гребцам.